# Casties-Labrande
Casties-Labrande là một xã thuộc tỉnh Haute-Garonne trong vùng Occitanie ở tây nam nước Pháp. Xã nằm ở khu vực có độ cao trung bình 330 mét trên mực nước biển.